# 鄧蔭南
鄧蔭南（1846年—1923年），原名鄧松盛，字有相，因家中排行第三，又作鄧三，出生於中国广东省开平縣之農村，後為美国华侨，清朝末年之革命分子，曾為興中會副主席，乃辛亥革命元老之一，曾多次资助孙中山的革命運动，死後被追封為陸軍上將。

## 生平

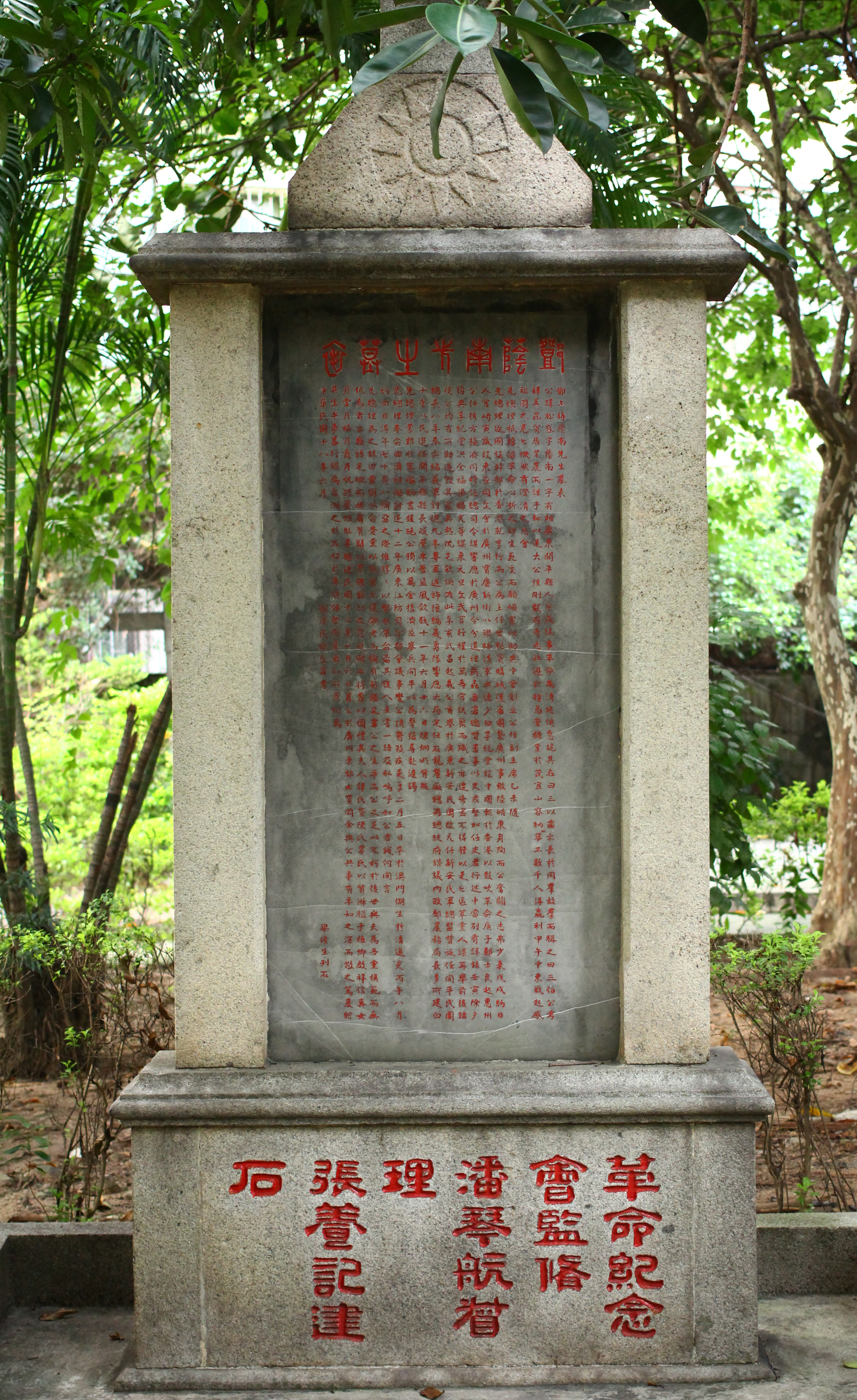
鄧上將蔭南先生墓表

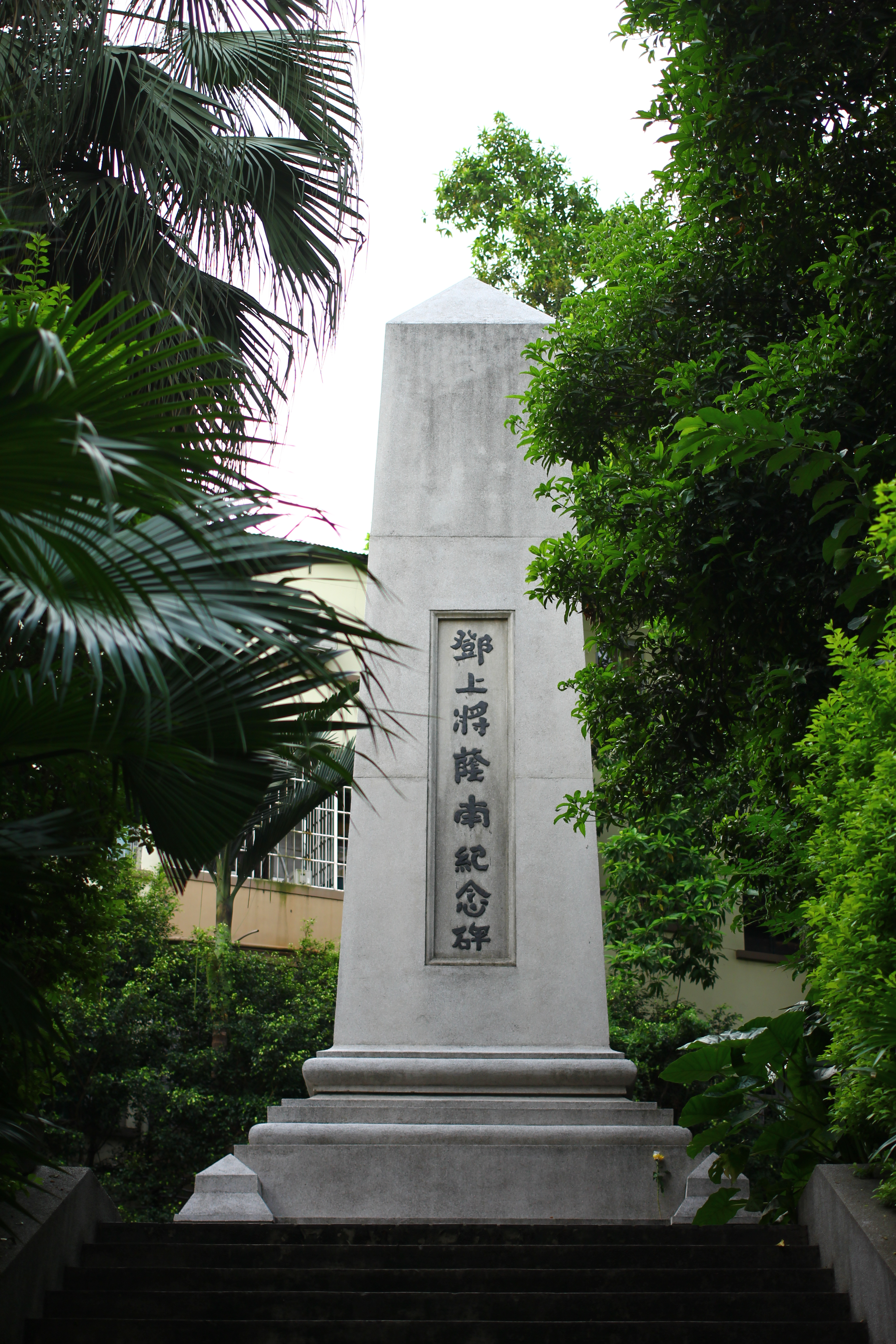
鄧上將蔭南紀念碑

鄧蔭南之父鄧善昆務農為生，亦有習武，為人正直，遂加入天地會。鄧蔭南亦在父親的影響下成長。
鄧蔭南早年畢業於開平公學堂，後於1871年隨伯父和兄長前往美國檀香山生活，並在華文學院畢業，期間因緣際遇與孫中山之兄長孫眉同船並成為深交。鄧蔭南同時在檀香山接觸到基督教，不久便歸信受洗，成為基督徒。及後，鄧蔭南轉為經營農場、蔗園與糖廠，逐漸累積起財富。鄧蔭南為人樂善好施，深受當地華僑及土著所敬仰。
鄧蔭南雖然事業有成，但依然不忘祖國，對於清政府的腐敗痛心疾首。故此，鄧蔭南和兄長鄧燦加入了當地三合會組織，致力於反清事業。1894年，適逢中日甲午戰爭，清政府在戰敗日本後被迫簽下喪權辱國的馬關條約，倍加鄧蔭南對清政府的不滿。同年10月，孫中山到檀香山宣傳革命運動，經孫眉介紹下，鄧蔭南初與孫中山接觸。鄧蔭南比孫中山年長20歲，但被孫中山的革命思想和遠見所深深感動。同年11月，鄧蔭南加入孫中山革命事業的重要組織興中會，任值理，是當時最年長的會員
翌年春天，孫中山回到中國謀劃武裝起事，鄧蔭南將家財變賣以籌措革命經費，並親身回到中國參與策劃廣州新軍起義，可惜事敗，遂避居到澳門。孫中山在《建國方略》一書中所述，革命早期經費多數來自鄧蔭南與孫眉二人之傾財相助。1898年，鄧蔭南與宮崎寅藏等在廣州成立東亞同文會廣東支部，作為持續進行革命運動作掩飾。同年，鄧蔭南支持另一革命要員陳少白在香港創辦《中國日報》。1900年，鄧蔭南於廣州策應惠州起義，被委任為民軍總司令。其後，鄧蔭南又協助史堅如刺謀兩廣總督德壽，然而事敗，隱居於新界。1902年，鄧蔭南再與洪全福密謀廣州起義，又因事洩，再次隱居。後來同盟會成立，鄧蔭南被孫中山囑咐在香港發展地下組織，用以籌款支援西南邊境以及黃花崗之起義。1911年，鄧蔭南在新安縣（今寶安）一帶組織民軍響應武昌起義，任新安民軍監督、開平民團總長。1912年底，鄧蔭南被任命為稽勳局名譽審議。鄧蔭南之後又參與過討伐袁世凱、護法運動、驅逐莫榮新等等軍事行動。1917年，鄧蔭南被任命為海陸軍大元帥府參議。同年9月，鄧蔭南就任陸海軍大元帥府軍事委員會委員。1921年，鄧蔭南出任中華民國總統府參議、內政部農務局局長、東莞縣縣長、開平縣縣長。1922年6月，陳炯明發動政變，鄧蔭南曾舉兵開平聲援，又再次籌款資助孫中山討伐陳炯明。
1923年2月5日，鄧蔭南在澳門病逝。孫中山追授鄧蔭南為陸軍上將，並予以1000銀元治喪，並為其遺像題詞：「愛國以命，愛黨以誠。家不惶顧，老而彌貞。」孫中山且下令在廣州東郊大寶崗（位於現先烈南路興中會墳場西側）青龍坊安葬鄧蔭南之遺體，並由其親題「陸軍上將鄧蔭南之墓」。1929年1月，國民政府向鄧蔭南追贈陸軍上將，並將其遺著編入《蔭南文存》，國民黨主席 胡漢民亦為《鄧蔭南先生墓表》石碑撰文，簡介鄧蔭南之生平，並在基座上刻下「革命紀念會監修」等字。另外，鄧蔭南墓之北面建有一座紀念碑，高約9米，正面刻上「鄧上將蔭南紀念碑」。

## 鄧蔭南與下白泥碉堡

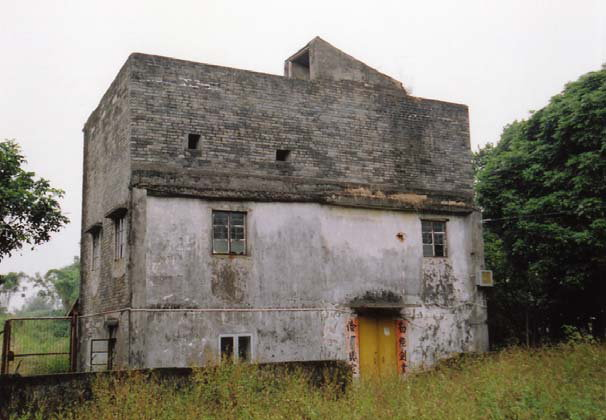
浪濯村39號（白泥碉堡）

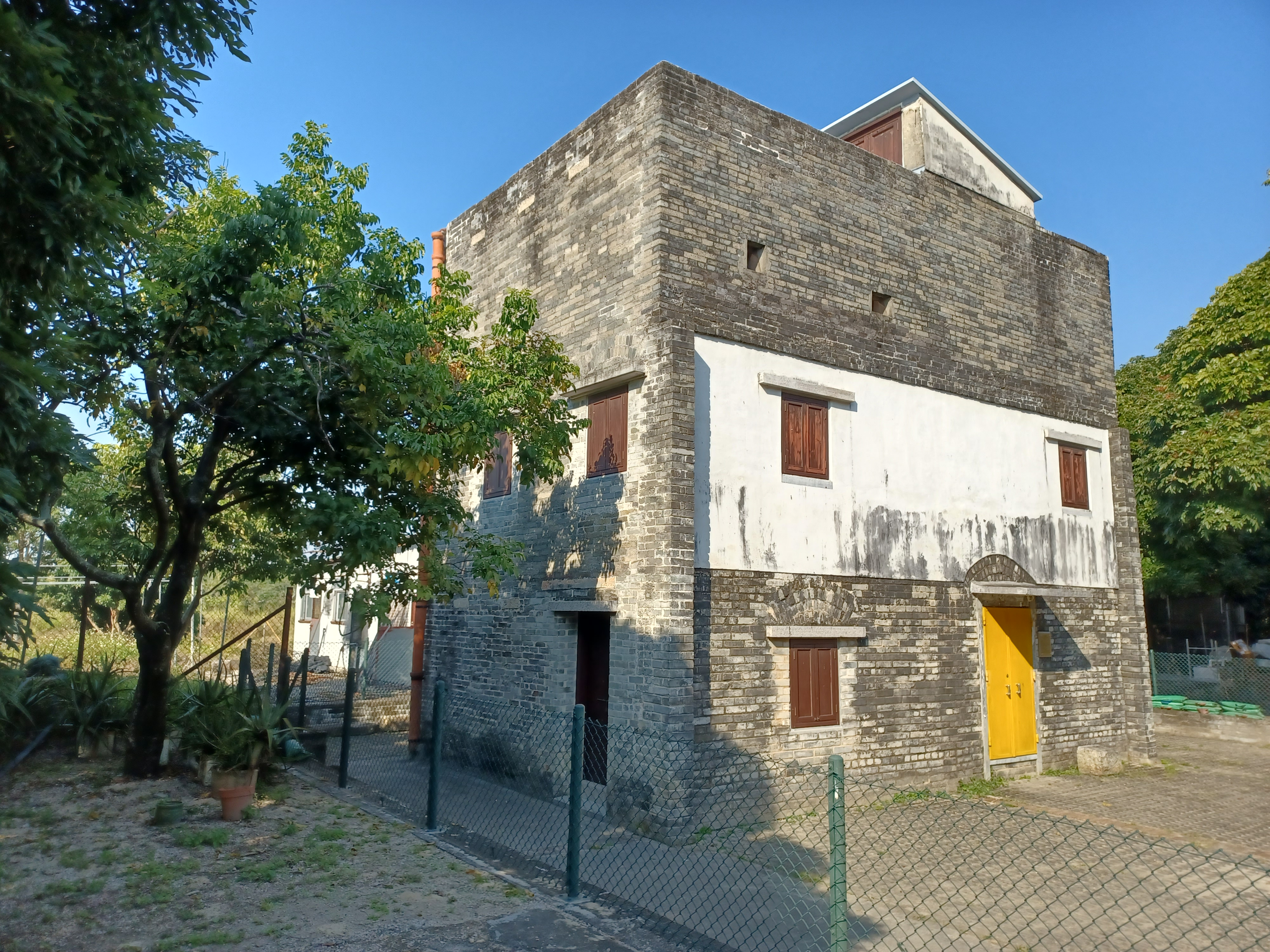
2022年12月的白泥碉堡

鄧蔭南曾在於香港元朗下白泥浪濯村修築一座碉堡，今稱為白泥碉堡（浪濯村39號），是香港現時唯一尚存、與辛亥革命歷史直接有關的歷史建築。
1910年初，廣州新軍起義事敗，鄧蔭南與革命份子被清廷緝捕，鄧蔭南在紅樓西面瀕海的下白泥浪濯村建一所經營糖和樁米的大廠，安頓逃港的革命人士，圖謀再度起義。並以鐵枝和青磚建成一座碉堡，作為防守瞭望之用。鄧蔭南當時曾請新界村民趙錦華協助開闢石路接連青山農場，碉堡遂成為青山農場的前哨陣地，萬一屯門陣地被搜捕，革命份子仍就可迅速安全逃脫至元朗。
現時大廠早已被拆卸，但碉堡仍然存在。碉堡樓高兩層的，為一長方形構築物，一樓與天台之間設有閣樓，天台建有伸出的梯間結構。天台設有兩個槍口，內部房間設計簡單，以砂漿鋪地。碉堡設有錐形凹入式窗口，令該建築物從裏面外望的視野更為廣闊。碉堡俯視后海灣和深圳，用以監視后海灣對岸屬清廷管轄的地方。由於其歷史意義重大，與辛亥革命及中國同盟會在港活動有密切關係，2000年碉堡已被列為一級歷史建築。2011年2月23日為配合辛亥革命100週年，碉堡獲古物諮詢委員會通過列為法定古跡。